# Sphaeroma gasparellai
Sphaeroma gasparellai är en kräftdjursart som beskrevs av De Angeli och Lovato 2009. Sphaeroma gasparellai ingår i släktet Sphaeroma och familjen klotkräftor.
Artens utbredningsområde är Italien. Inga underarter finns listade i Catalogue of Life.